# Павловка (Верхнеднепровская городская община)
Павловка (укр. Павлівка) — село,
Днепровокаменский сельский совет,
Верхнеднепровский район,
Днепропетровская область,
Украина.
Код КОАТУУ — 1221084407. Население по переписи 2001 года составляло 115 человек.

## Географическое положение
Село Павловка находится в 1,5 км от правого берега Каменского водохранилища,
примыкает к селу Бородаевка.
Через село проходит автомобильная дорога Н-08.